# Киликейон
Киликейон (др.-греч. kylikeion, лат. cilibantum, от греч. kylix, лат. calyx — круглый) — в античности круглый деревянный, позднее мраморный или бронзовый столик на трёх ножках. Древние этруски расставляли на таких столиках всё необходимое для застолья либо для культовых церемоний. Такие изображения можно видеть в росписях этрусских гробниц и в жилых домах древних Помпей. По сторонам киликейона стояли высокие бронзовые или мраморные канделябры. Античный столик на одной ножке называется моноподий. Похожие типы мебели: картибул, геридон.